# Diocesi di Goaso
La diocesi di Goaso (in latino Dioecesis Goasoënsis) è una sede della Chiesa cattolica in Ghana suffraganea dell'arcidiocesi di Kumasi. Nel 2023 contava 63.533 battezzati su 805.180 abitanti. È retta dal vescovo Peter Kwaku Atuahene.

## Territorio
La diocesi comprende i seguenti distretti del Ghana:
- nella regione di Brong-Ahafo: Asunafo Nord, Asunafo Sud, Asutifi, Tano Nord e Tano Sud;
- nella regione di Ashanti: Ahafo Ano Nord e Ahafo Ano Sud.

Sede vescovile è la città di Goaso, dove si trova la cattedrale di Sant'Antonio da Padova.
Il territorio è suddiviso in 33 parrocchie.

## Storia
La diocesi è stata eretta il 24 ottobre 1997 con la bolla Ad aptius provehendam di papa Giovanni Paolo II, ricavandone il territorio dalla diocesi di Sunyani. Originariamente era suffraganea dell'arcidiocesi di Cape Coast.
Il 22 dicembre 2001 in seguito all'elevazione di Kumasi ad arcidiocesi metropolitana ne è divenuta suffraganea.

## Cronotassi dei vescovi
Si omettono i periodi di sede vacante non superiori ai 2 anni o non storicamente accertati.
- Peter Kwaku Atuahene, dal 24 ottobre 1997

## Statistiche
La diocesi nel 2023 su una popolazione di 805.180 persone contava 63.533 battezzati, corrispondenti al 7,9% del totale.
| anno | popolazione | popolazione | popolazione | presbiteri | presbiteri | presbiteri | presbiteri                | diaconi | religiosi | religiosi | parrocchie |
| anno | battezzati  | totale      | %           | numero     | secolari   | regolari   | battezzati per presbitero | diaconi | uomini    | donne     | parrocchie |
| ---- | ----------- | ----------- | ----------- | ---------- | ---------- | ---------- | ------------------------- | ------- | --------- | --------- | ---------- |
| 1999 | 50.725      | 407.526     | 12,4        | 17         | 17         |            | 2.983                     |         |           | 12        | 8          |
| 2000 | 53.897      | 543.338     | 9,9         | 16         | 16         |            | 3.368                     |         |           | 23        | 11         |
| 2001 | 55.670      | 543.388     | 10,2        | 25         | 25         |            | 2.226                     |         |           | 23        | 12         |
| 2002 | 53.897      | 543.338     | 9,9         | 25         | 25         |            | 2.155                     |         |           | 22        | 12         |
| 2003 | 55.090      | 529.956     | 10,4        | 26         | 26         |            | 2.118                     |         |           | 29        | 13         |
| 2004 | 55.857      | 557.016     | 10,0        | 29         | 29         |            | 1.926                     |         |           | 29        | 16         |
| 2006 | 58.400      | 581.000     | 10,1        | 28         | 28         |            | 2.085                     |         |           | 31        | 18         |
| 2013 | 50.753      | 654.000     | 7,8         | 38         | 35         | 3          | 1.335                     |         | 4         | 45        | 20         |
| 2016 | 51.583      | 698.836     | 7,4         | 47         | 44         | 3          | 1.097                     |         | 3         | 71        | 25         |
| 2019 | 54.529      | 723.160     | 7,5         | 56         | 51         | 5          | 973                       |         | 5         | 70        | 33         |
| 2021 | 55.314      | 755.670     | 7,3         | 59         | 53         | 6          | 937                       |         | 8         | 72        | 33         |
| 2023 | 63.533      | 805.180     | 7,9         | 65         | 57         | 8          | 977                       |         | 8         | 75        | 33         |